# Gare de Servas - Lent
La gare de Servas - Lent est une gare ferroviaire française de la ligne de Lyon-Saint-Clair à Bourg-en-Bresse, située au lieu-dit Le Picardet sur le territoire de la commune de Servas, à proximité de Lent, dans le département de l'Ain, en région Auvergne-Rhône-Alpes.
Elle est mise en service en 1866 par la Compagnie de la Dombes.
C'est une halte voyageurs de la Société nationale des chemins de fer français (SNCF), desservie par des trains TER Auvergne-Rhône-Alpes.

## Situation ferroviaire
Établie à 266 mètres d'altitude, la gare de Servas - Lent est située au point kilométrique (PK) 56,344 de la ligne de Lyon-Saint-Clair à Bourg-en-Bresse, entre les gares de Saint-Paul-de-Varax et de Bourg-en-Bresse.
Elle est située sur la section à voie unique qui débute peu après la gare de gare de Villars-les-Dombes et s'achève peu avant la gare de Bourg-en-Bresse. La halte ne dispose pas de voie d'évitement.

## Histoire

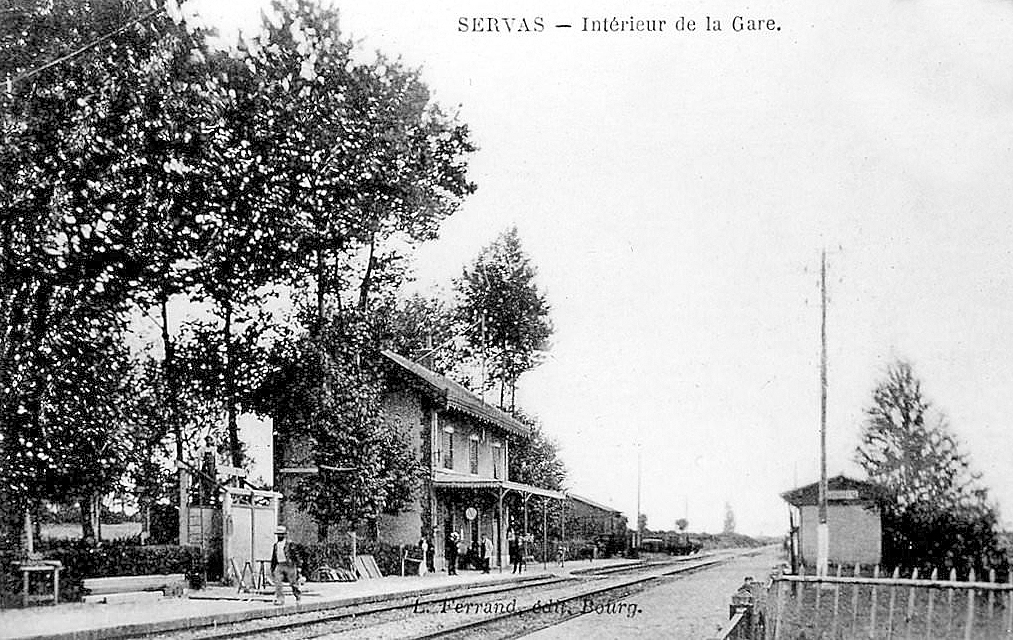
La gare vers 1900.

La « station de Servas » est mise en service le 1er septembre 1866 par la Compagnie de la Dombes, lorsqu'elle ouvre à l'exploitation sa ligne de Sathonay à Bourg.
Au service de l'été, à partir du 10 mai 1869, la station est desservie par quatre (dans chaque sens) omnibus mixtes (voyageurs et marchandises) sur les relations : Bourg, ou Besançon, ou Mulhouse, ou Strasbourg, et Lyon-Croix-Rousse. Sur la relation Bourg-Lyon-Croix-Rousse, s'ajoute un train supplémentaire le lundi et le mercredi. 
En 1872, elle devient une gare du réseau de la Compagnie des Dombes et des chemins de fer du Sud-Est (DSE) qui c'est substituée à la compagnie d'origine.
En 2013, l'ancien bâtiment voyageurs, identique à ceux construits par la Compagnie de la Dombes notamment à Villars-les-Dombes et Saint-Paul-de-Varax, n'existe plus et la halte dispose d'un unique et récent quai haut

## Fréquentation
Selon les estimations de la SNCF, la fréquentation annuelle de la gare s'élève aux nombres indiqués dans le tableau ci-dessous.
| Année               | 2023   | 2022   | 2021   | 2020   | 2019   | 2018   | 2017   | 2016   | 2015   |
| ------------------- | ------ | ------ | ------ | ------ | ------ | ------ | ------ | ------ | ------ |
| Nombre de voyageurs | 72 041 | 65 465 | 56 746 | 47 446 | 66 259 | 67 559 | 75 840 | 71 460 | 72 225 |

## Service des voyageurs

### Accueil
Halte SNCF, c'est un Point d'Arrêt non Géré (PANG) à accès libre.

### Desserte
Servas - Lent est desservie par des trains du réseau TER Auvergne-Rhône-Alpes de la relation Bourg-en-Bresse-Lyon-Perrache.

### Intermodalité
Un parc pour les vélos et un parking pour les véhicules y sont aménagés. 